# Neferneferure
Neferneferure (segle XIV aC) va ser una princesa egípcia de la XVIII dinastia. Era la cinquena filla de les sis documentades que va tenir el faraó Akhenaton i la seva Gran Esposa Reial Nefertiti. El seu nom significa "la més bella de Ra".

## Vida
Neferneferure va néixer el 8è any de regnat del seu pare Akhenaton a la ciutat d'Akhetaton. Tenia quatre germanes grans anomenades Meritaton, Meketaton, Ankhesenpaaton i Neferneferuaton Taixerit, a més d'una germana més petita anomenada Setepenre.
| N5 | F35 | F35 | F35 | F35 | B1 |

| N5 | F35 | F35 | F35 | F35 | B1 |

Una de les primeres representacions de Neferneferure es troba en un fresc de la casa del rei a Amarna. Hi apareix asseguda en un coixí amb la seva germana Neferneferuaten Taixerit. El fresc està datat al vers l'any 9 d'Akhenaton, i s'hi mostra tota la família, inclòs el nadó Setepenre.
Neferneferure també apareix a Durbar l'any 12 a la tomba de l'alt funcionari reial Meryre II a Amarna. A Akhenaton i Nefertiti se'ls representa en una tarima, rebent tributs de terres estrangeres. Les filles de la parella reial hi apareixen dempeus darrere dels seus pares. Neferneferure és la filla mitjana del registre inferior. Té una gasela al braç dret i una flor de lotus a l'esquerra. Es troba just davant de la seva germana Neferneferuaten Taixerit. La seva germana Setepenre es troba al seu darrere i allarga el braç per acaronar la gasela.

## Mort i enterrament
La princesa Neferneferure va morir el 13è o 14è any ant del regnat d'Akhenaton, possiblement a causa de la pesta que va arrasar Egipte durant aquella època. 

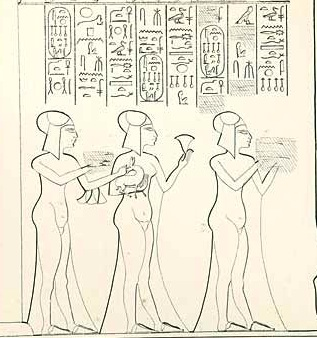
D'esquerra a dreta: Setepenre, Neferneferure i Neferneferuaton Taixerit a Durbar l'any 12.

A la Tomba Reial d'Amarna hi ha una de les poques representacions de Nefereneferure on no apareix en una escena familiar i s'hi va escriure el seu nom en una altra. Concretament al mur C de la cambra α de la Tomba Reial s'hi esmenta el seu nom entre el de les cinc princeses (la llista exclou la més jove, Setepenre, que possiblement hagués mort pels volts d'aquesta època), però després la van cobrir per guix. Neferneferure no apareix al mur B de la cambra γ que mostra als seus pares i tres de les seves germanes grans - Meritaton, Ankhesenpaaton i Neferneferuaton Taixerit - plorant a la segona princesa morta, Meketaton. Tot plegat suggeriria la probabilitat que hagués mort poc abans que s'acabés la decoració d'aquestes cambres. És possible que enterressin a Neferneferure a la cambra α de la tomba reial.
També podria haver estat enterrada a la Tomba 29 a Amarna. Aquesta teoria es basa en un mànec d'àmfora que porta una inscripció que esmenta la cambra interna (sepulcral) de Neferneferudriae. Si Neferneferure hagués estat enterrada a la tomba 29, això podria significar que la Tomba Reial ja estava segellada en el moment del seu enterrament i que, per tant, hauria mort després de la mort del seu pare Akhenaton.

## Altres objectes que mencionen Neredneferure
Entre els tresors de Tutankhamon es va trobar la tapa d'una capseta (JdE 61498) que portava la seva imatge. S'hi mostra a la princesa ajupida, amb un dit premut a la boca,tal com sovint es representaven als nens molt petits. A la tapa, el nom de Ra hi apareix escrit fonèticament en lloc de l'habitual cercle amb un punt al centre.